# Tharpyna diademata
Tharpyna diademata là một loài nhện trong họ Thomisidae.
Loài này thuộc chi Tharpyna. Tharpyna diademata được Ludwig Carl Christian Koch miêu tả năm 1874.